# Gomphichis adnata
Gomphichis adnata är en orkidéart som först beskrevs av Henry Nicholas Ridley, och fick sitt nu gällande namn av Rudolf Schlechter. Gomphichis adnata ingår i släktet Gomphichis och familjen orkidéer. Inga underarter finns listade i Catalogue of Life.